# グミュント駅
グミュント駅（グミュントえき）はオーストリア連邦ニーダーエスターライヒ州グミュント郡にある、オーストリア国鉄800号線の駅である。

## 駅構造

### ホーム
3面5線の地上駅。800号線と、801号線/802号線で駅舎が分かれており、前者が2面3線、後者が島式1面2線。その他、多数の側線を持つ。
| 番線 | 路線    | 方向   | 行先                         | 備考                                       |
| ---- | ------- | ------ | ---------------------------- | ------------------------------------------ |
| 1    | 800号線 | 西方向 | チェスケー・ヴェレニツェ方面 | 快速                                       |
| 1    | 800号線 | 東方向 | ウィーン方面                 | 快速（大部分）                             |
| 2    | 800号線 | 東方向 | ウィーン方面                 | 快速「ヴァルトフィアテルシュプリンター」号 |
| 3    | 800号線 | 東方向 | ウィーン方面                 | 快速「ネーベルシュタイン」号               |
| W    | 801号線 | 南方向 | グロス・ゲールンクス方面     | 普通                                       |
| W    | 802号線 | 北方向 | リチャウ方面                 | 普通                                       |

### ダイヤ[1]
- 800号線（ヴェレニツェ方面、ウィーン方面）
  - 全列車が快速で（ただしグミュント終着の普通列車はある）、上下とも2時間に1本の運行であるが、大部分はトゥルン以北各駅停車であり、事実上の普通列車である。
  - 平日の早朝に一日1本運行されるウィーン行快速「ヴァルトフィアテル・エクスプレス」号は、全線で快速運転し、停車駅が少ない。
  - 日曜日の深夜のみ、週1本運行されるウィーン行快速「ネーベルシュタイン」号は、事実上特急クラスの停車駅で運行される。

- 801号線（グロス・ゲールングス方面）
  - 夏季限定で、一日1本が発車する。ただし休日は一日2本の運行。また、晩春、初秋にも、休日限定で一日2本運行が運行する。
  - 2週間毎に蒸気機関車が充当される。

- 800号線（リチャウ方面）
  - 夏季限定で、一日1本が発車する。ただし土曜・休日は一日2本、水曜は一日3本の運行。また、晩春にも、休日限定で一日2本運行が運行する。
  - 2週間毎に蒸気機関車が充当される。

## 隣の駅
オーストリア国鉄
800号線
快速「ネーベルシュタイン」号、「ヴァルトフィアテルエクスプレス」号
グミュント駅 - フィーティス駅
快速（上記以外）
チェスケー・ヴェレニツェ駅 - グミュント駅 - ピュアバッハ・シュレムス駅
801号線
普通
ディートマンス駅 - グミュント駅
802号線
普通
ブライテンゼー・キンダーヴァークシュタット駅 - グミュント駅

## その他
一年中旅客列車が発着する駅の中では、オーストリア最北端で、チェコとの国境に近い。なお、季節列車専用駅を含めると、802号線の終点リチャウ駅が最北端となる。